# Châteauneuf (Loira)
 Châteauneuf  es una población y comuna francesa, situada en la región de Auvernia-Ródano-Alpes, departamento de Loira, en el distrito de Saint-Étienne y cantón de Rive-de-Gier. Ubicado en el parque natural Regional del Pilat, la ciudad no tiene pueblo, sino varios caseríos dispersos en las colinas que rodean el río  Couzon.

## Demografía
| 729 | 776 | 902 | 1173 | 1351 | 1445 |
| Para los censos de 1962 a 1999 la población legal corresponde a la población sin duplicidades (Fuente: INSEE [Consultar]) |     |     |      |      |      |